# راسل هایدن
راسل هایدن (انگلیسی: Russell Hayden؛ ‏ ۱۲ ژوئن ۱۹۱۲ – ۹ ژوئن ۱۹۸۱) بازیگر اهل ایالات متحده آمریکا بود.
از فیلم‌ها یا برنامه‌های تلویزیونی که وی در آن نقش داشته‌است، می‌توان به سوارکار مرموز اشاره کرد.